# MChSZ Młodzi Demokraci
Młodzieżowy Chrześcijańsko-Społeczny Związek „Młodzi Demokraci” (biał. Моладзевы хрысціянска-сацыяльны звяз Маладыя Дэмакраты, Moładziewy chryscijanska-sacyjalny zwiaz Maładyja Demakraty, ros. Молодёжный христианско-социальный союз Молодые демократы, Mołodiożnyj christiansko-socialnyj sojuz Mołodyje diemokraty) – niezależna, młodzieżowa organizacja na Białorusi wyznająca wartości chrześcijańsko-demokratyczne. Od 2004 roku posiada status obserwatora w YEPP, młodzieżowej organizacji Europejskiej Partii Ludowej.

## Historia
Organizacja została założona w 1997 roku i oficjalnie zarejestrowana przez Ministerstwo Sprawiedliwości Republiki Białorusi. Pozytywnie przeszła procedurę obowiązkowej ponownej rejestracji w 1999 roku. 9 czerwca 2003 roku Sąd Najwyższy postanowił o jej likwidacji z Art. 57 Kodeksu Karnego Białorusi. Podstawą tej decyzji był wniosek ze strony Ministerstwa Sprawiedliwości zarzucający niedopełnienie szeregu formalności. Sąd uznał organizację za winną niedopełnienia czterech z nich:
1. Oficjalny adres organizacji zarejestrowany był na lokal mieszkalny
2. Pieczątka nie odpowiadała przepisom
3. Z winy Ministerstwa Sprawiedliwości miały miejsce nieprawidłowości podczas ponownej rejestracji w 1999 roku
4. Program organizacji i jej statut zawierały wzajemne sprzeczności[1][2]

Działacze organizacji utrzymują jednak, że faktyczną przyczyną likwidacji była jej aktywna działalność opozycyjna wobec prezydenta Łukaszenki, tzn. udział w grupach inicjatywnych opozycyjnych kandydatów do parlamentu i w demonstracjach ulicznych.
W 2002 roku MChSZ „MD” podjął decyzję o współpracy ze Zjednoczoną Partią Obywatelską jako jej młodzieżówka. Współpraca trwała 7 lat, po czym na kongresie organizacji przeprowadzonym 22 lutego 2009 roku większością głosów przedstawicieli przyjęto decyzję o zerwaniu współpracy z ZPO i nawiązaniu jej z ruchem Alaksandra Milinkiewicza. Przyczyną były różnice ideologiczne – ZPO pozostawała w związku partii lewicowych, podczas gdy Młodzi Demokraci skłaniali się ku poglądom centroprawicowym. Niektórzy członkowie organizacji nie poparli tej decyzji i, opuściwszy organizację, pozostali w istniejącej do dziś młodzieżówce ZPO – „Młodzieży ZPO” (Moładzi AHP).
Wkrótce po Kongresie podjęło kolejną próbę uzyskania oficjalnej rejestracji. Przekazano do Ministerstwa Sprawiedliwości wymagane dokumenty, jednak Ministerstwo odrzuciło wniosek, a Sąd Najwyższy w lipcu 2009 roku podtrzymał tę decyzję.

## Działalność polityczna
W roku 2000 organizacja prowadziła niezależną obserwację wyborów parlamentarnych pod egidą OBWE. Jednocześnie uznała wybory za nieuczciwe i niedemokratyczne i, podobnie jak większość białoruskich organizacji demokratycznych, podjęła decyzję o ich bojkocie.
W roku 2001, w związku z wyborami prezydenckimi, organizacja brała udział w tworzeniu i działalności koalicji o nazwie „Przemian” („Pieramienau”), do której weszły także Młody Front, Zjednoczenie Białoruskich Studentów, Stowarzyszenie Młodych Przedsiębiorców, Młoda Hramada, Młodzież ZPO i Białoruskie Stowarzyszenie Młodych Polityków. Członkowie MChSZ „MD” wzięli aktywny udział w pracach sztabów wyborczych, niezależnej obserwacji, kampaniach mobilizacyjnych i grupach inicjatywnych demokratycznych kandydatów – Alaksandra Jaraszuka i Uładzimira Hanczaryka.
W roku 2003 organizacja brała udział w wyborach lokalnych, wystawiając kandydatów, wolontariuszy i menedżerów. Kilku jej członków zostało deputowanymi do rad miejscowych w Mohylewie, Rohaczowie i innych miastach Białorusi.
W wyborach prezydenckich w 2006 organizacja poparła wspólnego kandydata sił demokratycznych, Alaksandra Milinkiewicza. Po ogłoszeniu wyników członkowie organizacji wzięli udział w tzw. dżinsowej rewolucji, czyli powyborczych protestach i budowie miasteczka namiotowego na placu Październikowym w Mińsku. W czasie jego pacyfikacji przez milicję w nocy z 23 na 24 marca aresztowanych zostało 10 członków organizacji.
W czasie wyborów parlamentarnych w 2008 na wspólną listę kandydatów opozycji demokratycznej, liczącą w sumie 110 kandydatów, weszło 3 członków Młodych Demokratów. Byli to Alaksandr Szumkiewicz w Mołodecznie, Hanna Jahorawa w Mińsku i Artur Cubrakou w Homlu. Jednak według oficjalnych wyników wyborów, żaden z opozycyjnych kandydatów nie zdołał dostać się do parlamentu. Alaksandr Szumkiewicz otrzymał oficjalnie 5566 głosów, tzn. 10,39% wszystkich głosów w Mołodecznie.
W listopadzie 2009 roku organizacja stała się współzałożycielem i członkiem Białoruskiego Bloku Niepodległościowego.
Od chwili założenia organizacji, wielu jej działaczy podlegało represjom ze strony władz z powodu swojej działalności i światopoglądu.

## Kierownictwo
Przewodniczącym organizacji jest Alaksandr Szumkiewicz, wiceprzewodniczącym – Artur Cubrakou , zaś sekretarzem międzynarodowym – Alaksandr Kuuszynau. W przeszłości przewodniczącymi organizacji byli: Kirył Ihnacik, Uładzimir Czyrwonienka, Andrej Kazakiewicz.

## Ciekawostki
W czasie wyborów parlamentarnych w 2008 przewodniczący Młodych Demokratów Alaksandr Szumkiewicz był pierwszym i przez długi czas jedynym kandydatem, który założył swoją stronę internetową i używał jej jako środka komunikacji z elektoratem.
11 maja 2009 w Berlinie miało miejsce spotkane prezydenta Francji Nicolasa Sarkozy’ego i kanclerza Niemiec Angeli Merkel, na którym obecni byli również członkowie Młodych Demokratów. Po rozmowie z nimi Merkel i Sarkozy zgodzili się założyć na ręce biało-czerwono-białe opaski z napisem „Za Wolność” na znak solidarności z białoruską opozycją.